# Jonte
Die Jonte ist ein Fluss im Süden Frankreichs, der in der Region Okzitanien verläuft. 

## Flusslauf
Die Jonte entspringt im Nationalpark Cevennen, an der Nordwestflanke des Mont Aigoual (1567 m), im Gemeindegebiet von Gatuzières, entwässert generell in westlicher Richtung und mündet nach 39 Kilometern an der Gemeindegrenze von Le Rozier und Peyreleau als linker Nebenfluss in den Tarn.
Auf seinem Weg durchquert die Jonte das Département Lozère und bildet in ihrem Unterlauf die Grenze zum Département Aveyron. Hier trennt sie durch die etwa 500 Meter tiefe Jonteschlucht (frz. Gorges de la Jonte) geologisch den nördlich gelegenen Causse Méjean von dem südlichen Causse Noir.

## Orte am Fluss
- Gatuzières
- Meyrueis
- Le Rozier
- Peyreleau

## Hydrologie
Bei Niedrigwasser versickert die Jonte westlich von Meyrueis, um circa acht Kilometer flussabwärts in einer Karstquelle wieder an die Oberfläche zu treten (frz. Résurgence). Eine geographische Besonderheit besteht darin, dass sich in Meyrueis im Abstand von knapp 500 Metern die beiden Zuflüsse Brèze und Béthuzon mit der Jonte vereinigen.

## Sehenswürdigkeiten
- Jonteschlucht
- Pont des Six Liards – eine Steinbogenbrücke aus dem 13. Jahrhundert bei Meyrueis
- Besucherhöhlen Grotte de Dargilan und Aven Armand nahe Meyrueis
- "Maison des Vautours" mit Aussichtsplattform zur Beobachtung der ausgewilderten Gänsegeier in Le Truel[4].